# Forever Marilyn
 (septembre 2022).
La mise en forme du texte ne suit pas les recommandations de Wikipédia : il faut le « wikifier ».
Les points d'amélioration suivants sont les cas les plus fréquents. Le détail des points à revoir est peut-être précisé sur la page de discussion.
- Les titres sont pré-formatés par le logiciel. Ils ne sont ni en capitales, ni en gras.
- Le texte ne doit pas être écrit en capitales (les noms de famille non plus), ni en gras, ni en italique, ni en « petit »…
- Le gras n'est utilisé que pour surligner le titre de l'article dans l'introduction, une seule fois.
- L'italique est rarement utilisé : mots en langue étrangère, titres d'œuvres, noms de bateaux, etc.
- Les citations ne sont pas en italique mais en corps de texte normal. Elles sont entourées par des guillemets français : « et ».
- Les listes à puces sont à éviter, des paragraphes rédigés étant largement préférés. Les tableaux sont à réserver à la présentation de données structurées (résultats, etc.).
- Les appels de note de bas de page (petits chiffres en exposant, introduits par l'outil «  Source ») sont à placer entre la fin de phrase et le point final[comme ça].
- Les liens internes (vers d'autres articles de Wikipédia) sont à choisir avec parcimonie. Créez des liens vers des articles approfondissant le sujet. Les termes génériques sans rapport avec le sujet sont à éviter, ainsi que les répétitions de liens vers un même terme.
- Les liens externes sont à placer uniquement dans une section « Liens externes », à la fin de l'article. Ces liens sont à choisir avec parcimonie suivant les règles définies. Si un lien sert de source à l'article, son insertion dans le texte est à faire par les notes de bas de page.
- La présentation des références doit suivre les conventions bibliographiques. Il est recommandé d'utiliser les modèles {{Ouvrage}}, {{Chapitre}}, {{Article}}, {{Lien web}} et/ou {{Bibliographie}}. Le mode d'édition visuel peut mettre en forme automatiquement les références.
- Insérer une infobox (cadre d'informations à droite) n'est pas obligatoire pour parachever la mise en page.

Pour une aide détaillée, merci de consulter Aide:Wikification.
Si vous pensez que ces points ont été résolus, vous pouvez retirer ce bandeau et améliorer la mise en forme d'un autre article.
Forever Marilyn est une statue géante de Marilyn Monroe conçue par Seward Johnson. La sculpture est une représentation d'une des plus célèbres photos de Monroe : tirée du film Sept Ans de réflexion de Billy Wilder dans lequel Marilyn Monroe se tient au-dessus d'une bouche d'aération du métro. Créée en 2011, la statue est depuis exposée dans divers endroits aux États-Unis, ainsi qu'en Australie.

## Conception
La sculpture fait 7,9 mètres de haut pour 15 000 kg. Elle est fabriquée en acier inoxydable et peinte et en aluminium. C'est un hommage en très grandes dimensions à la scène emblématique de Marilyn Monroe dans la comédie romantique centrée sur l'adultère intitulée Sept Ans de réflexion, avec le photographe capturant l'instant où une explosion de l'air d'une grille du métro new-yorkais soulève sa robe blanche. 

## Emplacements

### À Chicago
La statue est exposée à Pioneer Court, une place près de la Magnificent Mile à Chicago, avant d'être déplacée en 2012 au coin de Palm Canyon Drive et de Tahquitz Canyon Way à Palm Springs, en Californie.

### Dans le New Jersey
La sculpture reçoit un adieu lors du Palm Springs Village Fest le 27 mars 2014,  et est ensuite déplacée au Grounds for Sculpture (GFS) à Hamilton dans le New Jersey, dans le cadre d'une rétrospective la même année en l'honneur de Seward Johnson,. En raison de sa popularité, la statue est restée exposée au GFS jusqu'en septembre 2015, après la fin officielle de la rétrospective. 

### En Australie
En 2016, la statue est ensuite exposée au Rosalind Park dans la ville australienne de Bendigo dans le cadre de l'exposition Marilyn Monroe de la Bendigo Art Gallery .

### À Stamford
En 2018, la statue est exposée à Latham Park à Stamford, dans le Connecticut dans le cadre d'une grande exposition d'art public honorant les œuvres de Seward Johnson. Trente-six sculptures sont placées dans les rues et les parcs du centre-ville de Stamford, Forever Marilyn étant le point culminant de l'exposition. 
La statue suscite la controverse lorsqu'elle est placée à Stamford avec des plaintes découlant du fait qu'elle semblait montrer ses sous-vêtements à la First Congregational Church,,,.

### Retour à Palm Springs
Le 25 septembre 2019, le maire de Palm Springs, Robert Moon, annonce le retour de la statue à Palm Springs en tant qu'installation permanente.  Le 3 février 2021, il est annoncé que la statue - longtemps stockée, en étant démantelé, dans le New Jersey - serait érigée sur Museum Way juste à l'est du Palm Springs Art Museum avec une date de dévoilement du 18 avril 2021. Selon l'annonce, Forever Marilyn devrait rester à Palm Springs jusqu'à trois ans : dans deux ans, l'impact économique local de la statue devrait être examiné et son avenir décidé,. 
En juin 2021, le litige visant à bloquer l'érection de Forever Marilyn se poursuit devant les tribunaux californiens : cependant, la statue est "dévoilée" - bien qu'avec deux mois de retard - le 20 juin 2021, avec la Cour supérieure du comté de Riverside rejetant quatre des prétendues causes d'action du Comité pour la relocalisation de Marilyn le 18 juillet 2021, les deux autres prétendues causes du Comité ayant été rejetées par la Cour supérieure du comté de Riverside le 9 septembre 2021.

## Réception et controverse

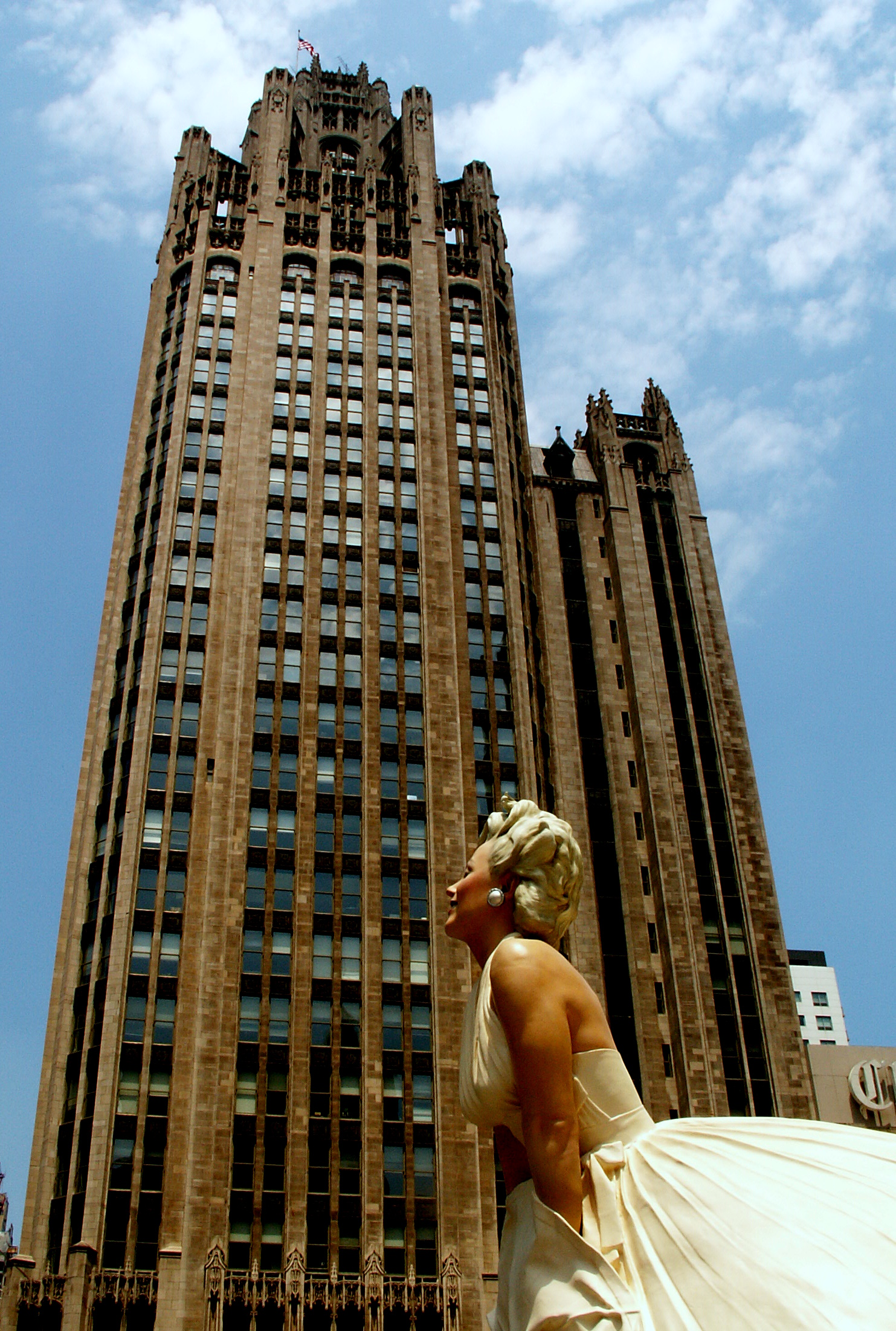
Forever Marilyn, sculpture à Chicago, été 2011, devant la Tribune Tower. Elle est vandalisée de peinture rouge en août et septembre 2011.

En août et septembre 2011, la statue est vandalisée à trois reprises. La dernier acte de vandalisme étant de l'éclabousser de peinture rouge. Selon le directeur exécutif du Chicago Public Arts Group : "Dans notre société, nous avons peu de place pour les images sexuellement expressives... Le contrat social ne fonctionne pas, car il est lui-même chargé de sens politique, de sens provocateur et de sens sexuel."
Le public, cependant, reste enthousiaste : « Forever Marilyn est retournée à Hamilton en avril 2014, arrivant au Grounds for Sculpture dans un camion alors qu'une vingtaine de personnes l'acclamaient et prenaient des photos. Pendant le voyage à travers le pays, les gens ont pris des photos de la sculpture dans les parkings et le long des autoroutes et les ont publiées sur les réseaux sociaux."
On sait qu'au moins une contrefaçon grandeur nature a été créée et exposée, car une sculpture mise au rebut a été photographiée dans une décharge après avoir été exposée à l'extérieur d'un centre d'affaires à Guigang, en Chine. Une contrefaçon grandeur nature est utilisée dans le film dramatique chinois de 2017 Les anges portent du blanc. 
En 2021, la statue fait l'objet d'un débat dans l'émission télévisée Good Morning Britain. La statue est défendue contre les accusations de misogynie par l'imitateur de Monroe, Suzie Kennedy.